# هوغو وينكلر
كان – هوغو فينكلر (19 أبريل 1913 4 يوليو 1863) ألماني عالم الآثار والمؤرخ الذي كشف عاصمة الحثيين الإمبراطورية (حتوساس) في بوغاز كوي، تركيا.
طالب في لغات الشرق الأوسط القديم، وكتب على نطاق واسع عن الكتابة المسمارية الآشورية والعهد القديم، وقام بتجميع تاريخ بابل والآشوريين الذي تم نشره في عام 1891، وترجم كلا من مدونة حمورابي ورسائل العمارنة. في عام 1904، تم تعيينه أستاذا للغات الشرقية في جامعة برلين.
هوغو فينكلر المعروف يؤكد لنا في كتاباته أن كلّ الشعوب الكنعانية ومن بينها الفينيقية هي من جزيرة العرب ومن الأراضي المُطلّة على الضفة الشرقية للبحر الاحمر.
الباحث الألماني هوغو فينكلر لديه تلاميذ ومدرسة عالمية تتبنّى أفكاره وأطروحاته وهو مُختص في الحضارة والكتابات الأكادية البابلية ومعروف باكتشافاته وأعماله العملاقة ونذكر منها:
-ترجمة نصوص «قانون حامورابي» المكتوبة بالأشورية
-ترجمة نصوص المعروفة برسائل تل العمارنة المُسمّاة كذالك AMARNA TABLETS المُكتشفة في تلّ «عمارنة» بمصر، هذه الرّسائل التي يرجع تاريخها لسنة 1360 قبل الميلاد وهي مِراسلات بين القصر الملكي الفرعوني المصري ومُمثليه في مملكة العموريين بكنعان.
- اكتشاف لأكبر كنز أثري تاريخي في تركيا الذي هو موقع HATTUSA عاصمة الحثيين HITTITE واكتشاف في عين المكان آلاف الرّسائل مكتوبة بالخطّ الحثي HITTITE LANGUAGE .

## التعليم
درس وينكلر في جامعة برلين مع إيبرهارد شريدر، مؤسس علم الأشوريات الألماني. حصل على الدكتوراه في 24 يونيو 1886، عن عمله في النصوص المسمارية لسرجون.

### تعليم
أصبح وينكلر محاضرًا في جامعة برلين عام 1891. في عام 1904، تم تعيينه أستاذا غير عادي للغات الشرقية.
بدأ Winckler الحفريات في Boğazkale في عام 1906 بدعم من جمعية المشرق الألماني مع عالم الآثار العثماني تيودور ماكريدي. كشفت تنقيباته عن مخزون من آلاف الألواح الطينية المقسّمة، وكثير منها مكتوب بلغة الحثيين غير المعروفة حتى الآن، والتي سمحت لوينكلر برسم مخطط أولي لتاريخ الحثيين في القرنين الرابع عشر والثالث عشر قبل الميلاد. واصل وينكلر الحفريات في الموقع حتى عام 1912، حيث أثبتت اكتشافاته أن المدينة كانت ذات يوم عاصمة لإمبراطورية عظيمة. تم فك شفرة اللغة على الأقراص، والمعروفة باسم أرشيف Bogazköy في عام 1915 من قبل العالم التشيكي Bedřich Hrozný.
يصف أوتو رانك، في الفن والفنان، وينكلر بأنه "إعادة اكتشاف صورة العالم الشرقي القديم في الألفية الخامسة إلى السادسة قبل الميلاد  وصف وينكلر الشهير:" الكون كله هو العالم العظيم، العالم الكبير؛ أجزائه هي أكوان صغيرة في حد ذاتها، عوالم مصغرة. مثل * الصورة المصغرة * هو الإنسان، الذي هو نفسه صورة للكون وكيان مثالي. لكن الكون العظيم هو أيضًا رجل، وكما هو "الله"، فإن الله له شكل إنساني. * "في صورته،" * لذلك، تم خلق الإنسان. لا يزال هذا هو اعتقاد الطب في العصور الوسطى، والذي نعرف أنه كان (بشكل رئيسي لغرض النزيف) طريقة لتقسيم جسم الإنسان وفقًا لإثني عشر علامات البروج (الرأس، الكبش، الرقبة، الثور، الذراعين، التوائم، وهلم جرا). على أساس هذا العلاج "العلمي" للمريض. . . "

## أعمال
- Die Keilschrifttexte Sargons. 1889.
- Untersuchungen zur altorientalischen Geschichte. Leipzig: Pfeiffer. 1889.
- Geschichte Babyloniens und Assyriens. 1892. (الترجمة الإنجليزية، 1907)
- Alttestamentliche Untersuchungen. 1892.
- Geschichte Israels. 1898.
- Musri, Meluhha, Main. 1898.
- Gesetze Hammurabis. 1904.
- Die jüngsten Kämpfe wider den Panbabylonismus. Leipzig: J.C. Hinrichs. 1907.
- Die babylonische Geisteskultur. 1908.

## روابط خارجية
- هوغو وينكلر على موقع الموسوعة البريطانية (الإنجليزية)